# Thomas Cromwell, I conte di Essex
Thomas Cromwell, I conte di Essex (Putney, 1485 circa – Tower Hill, 28 luglio 1540), è stato un politico inglese.
Servì come primo ministro di re Enrico VIII dal 1532 al 1540. Il Lord protettore d'Inghilterra, Oliver Cromwell (1599–1658), discendeva dalla sorella di Thomas, Catherine Cromwell.

## Biografia
Cromwell nacque attorno al 1485 a Putney, un quartiere di Londra. Era figlio di Walter Cromwell (1463–1510), un fabbro e mastro birraio di Putney, proprietario di una locanda e una birreria. I dettagli sui primi anni di vita di Cromwell sono pochi e limitati.
In gioventù lasciò Putney e si trasferì sul continente europeo, dove visse in Italia, Francia e nei Paesi Bassi. Le informazioni su quegli anni, spesso confuse e contraddittorie, includono racconti di una vita da mercenario e di un suo coinvolgimento in diversi scontri militari, tra cui la battaglia del Garigliano. Al di là del dibattito storico sulla veridicità di questi fatti, Cromwell si ritrovò a Firenze dopo qualche tempo, impoverito e privo di fonti di sostentamento. Lì venne assunto dalla famiglia fiorentina dei Frescobaldi, la quale lo munì di una discreta somma di denaro e di un buon cavallo, in modo da poterlo inviare ad Anversa ed in altri centri mercantili dei Paesi Bassi. Probabilmente le sue attività inclusero forme di spionaggio finanziario, poiché al tempo vi era una crescente rivalità tra i banchieri di Anversa e quelli fiorentini.
Cromwell era un uomo colto e studioso, parlava correntemente latino, italiano e francese ed era un grande ammiratore di Machiavelli. Nel corso delle sue attività giovanili mostrò anche una grande audacia e una rara accortezza.
Da alcuni archivi della Città del Vaticano risulta anche che Cromwell fosse un agente del cardinale Christopher Bainbridge e che si occupasse di questioni ecclesiastiche inglesi presso la Sacra Rota.
Quando Bainbridge morì nel 1514, Cromwell tornò in Inghilterra e fu assunto da Thomas Wolsey, presso il quale si occupò di importanti questioni ecclesiastiche nonostante fosse un laico. Attorno al 1515 sposò la figlia di un sarto, Elizabeth Wyckes (1489–1529), e dal loro matrimonio nacquero un figlio, Gregory, e due figlie, Anne e Grace. Dopo aver studiato legge divenne un membro del Parlamento inglese nel 1523.
Alla fine degli anni 1520 Cromwell aiutò Wolsey nello scioglimento di trenta monasteri, in modo da raccogliere fondi per The King's School a Ipswich (conosciuta ora come Ipswich School) e per il Cardinal's College a Oxford. Nel 1529 Enrico VIII fondò il futuro Reformation Parliament per ottenere il divorzio da Caterina d'Aragona. Cromwell fu nominato consigliere reale per gli affari del Parlamento e alla fine del 1530 venne incluso nel più stretto e fidato circolo di Enrico VIII. Senza alcun atto formale diventò primo ministro del re nel 1532, grazie alla mera fiducia che Enrico VIII riponeva in lui.
Cromwell ebbe un ruolo fondamentale nella Riforma della Chiesa Anglicana. Per poter ottenere il divorzio dalla prima moglie, Enrico VIII emanò l'Atto di Supremazia nel 1534, grazie al quale venne nominato detentore del potere spirituale in Inghilterra. Come vicario generale del re, Cromwell ebbe piena autorità per portare avanti la dissoluzione dei monasteri inglesi a partire dal 1535.
Fu a lui che nel 1535 si rivolsero i tre priori certosini, John Houghton, Agostino Webster e Roberto Lawrence, per ottenere dal re l'esenzione dal giuramento di fedeltà al re d'Inghilterra come capo supremo della Chiesa inglese. Tale giuramento, previsto dall'Atto di Supremazia, implicava il disconoscimento formale dell'autorità pontificia in materia di fede. Thomas Cromwell non solo si rifiutò d'intercedere in tal senso presso il re, ma li fece imprigionare e condannare a morte.
Fu nominato barone il 9 luglio 1536 e conte di Essex il 18 aprile 1540. Fu anche l'ideatore dell'unione fra Inghilterra e Galles sotto un'unica giurisdizione legale nel 1535.
Cromwell aiutò il re a liberarsi di Anna Bolena e a sposare Jane Seymour, spinto dal timore di cadere in disgrazia. La regina, infatti, era entrata in conflitto con lui riguardo alla gestione del denaro ricavato dalla soppressione dei monasteri. La stessa questione aveva generato molti altri nemici per il primo ministro, soprattutto a causa dei suoi criteri di spartizione delle ricchezze ottenute dalla soppressione.
La sua caduta fu però dovuta alle pressioni esercitate per il matrimonio del re con Anna di Clèves. La regina Jane Seymour morì il 24 ottobre del 1537, poco dopo aver dato alla luce un figlio. Le trattative per un quarto matrimonio che assicurasse altri eredi a Enrico VIII cominciarono praticamente subito e Cromwell riteneva che l'Inghilterra dovesse entrare a far parte di una lega protestante con al centro il duca di Clèves; tale politica, infatti, avrebbe aiutato a promuovere ulteriormente la Riforma.
Il matrimonio, però, si rivelò disastroso, in quanto Enrico VIII dimostrò di non avere alcuna intenzione di vivere con la principessa una volta che l'ebbe vista di persona.
Il re incaricò Cromwell di trovare vie legali per annullare il suo matrimonio, ma fu costretto a fare buon viso a cattivo gioco per non perdere la preziosa alleanza con la Germania. Gli avversari di Cromwell, primo fra tutti il Duca di Norfolk, approfittarono della situazione per fare pressioni per la sua caduta in disgrazia.
Nonostante la nomina a primo conte di Essex nel 1540, Cromwell cominciò a sospettare di essere in pericolo perché risultava ufficialmente beneficiario della grazia del re, pur avendolo intrappolato in un matrimonio che questi non voleva. Le sue paure si rivelarono giustificate, quando, durante una seduta del consiglio il 10 giugno 1540, Cromwell fu arrestato e imprigionato nella Torre di Londra.
Tutti gli onori di Cromwell vennero requisiti e si proclamò pubblicamente che da quel momento in poi lo si sarebbe dovuto chiamare esclusivamente: "Thomas Cromwell, cardatore di stoffa".  Il re lo mantenne vivo il tempo necessario perché la causa dell'annullamento del suo matrimonio si concludesse. Anna acconsentì a un annullamento amichevole e venne trattata con molta generosità da parte di Enrico in segno di riconoscimento. Sperando nella clemenza del re, Cromwell gli scrisse un ultimo messaggio personale, in cui esprimeva la sua approvazione per l'annullamento del matrimonio. Concluse la missiva con l'appello "Graziosissimo Principe, invoco pietà, pietà, pietà." (in ingl.: Most gracious Prince, I cry for mercy, mercy, mercy).
Venne condannato a morte senza processo e successivamente decapitato sulla Tower Hill il 28 luglio 1540. Di lui fu detto che morì con dignità e che la sua esecuzione fu particolarmente raccapricciante. Edward Hall, cronista contemporaneo, riporta che Cromwell fece un discorso sul patibolo, professando di morire "nella fede tradizionale" e che poi «sopportò assai pazientemente il colpo dell'ascia da parte di un rozzo miserabile boia che non fece affatto bene il suo lavoro». In seguito all'esecuzione la sua testa venne posta su una picca presso il ponte di Londra.
Enrico finì per pentirsi dell'esecuzione di Cromwell. Circa otto mesi dopo, accusò i suoi consiglieri di aver lavorato per la caduta di Cromwell mediante false accuse e disse di aver infine capito quanto fosse stato il servitore più fedele che avesse mai avuto. Passò il resto della sua vita a lamentarsi della sua esecuzione.

## Matrimonio e discendenza
Intorno al 1515, Cromwell sposò Elizabeth Wyckes (1489–1529), figlia di Henry Wyckes, un ex tosatore del Putney che aveva in seguito servito come usciere di Enrico VII. Per la donna era il secondo matrimonio, essendo da poco rimasta vedova di Thomas Williams, Yeoman della Guardia. 
Ebbero tre figli:
- Gregory Cromwell, I barone Cromwell (1520 - 1551), che sposò Elizabeth Seymour, sorella della regina Jane (terza moglie di Enrico VIII e madre di Edoardo VI), da cui ebbe cinque figli;
- Anne Cromwell (1522 - ottobre 1529);
- Grace Cromwell (1527 - ottobre 1529).

Elizabeth Wyckes morì nel 1529, forse a causa della malattia del sudore, e nell'ottobre dello stesso anno perirono, per la stessa malattia, anche le due figlie. Nel 1551, anche Gregory Cromwell morì per la stessa causa. 
Thomas Cromwell ebbe anche una figlia illegittima, Jane (1530 - 1580), su cui si hanno poche informazioni al di fuori dei registri parrocchiali, che registrarono la sua nascita, matrimonio e morte. Non esiste alcuna menzione della madre di Jane: Thomas Cromwell era noto come uno dei pochi cortigiani sessualmente morigerati e privo di amanti ufficiali, e la bambina era nata durante il suo periodo di lutto per la moglie e le figlie. Questo, probabilmente, ha spinto Cromwell a occultare quanto più possibile la sua relazione. Una delle ipotesi avanzate a proposito sostiene che la madre di Jane fosse una tale Elizabeth Gregory, una domestica a cui Cromwell lasciò in eredità un'inspiegabile quantità di denaro e oggetti preziosi e che nel testamento era indicata fra i membri della famiglia, pur non avendo alcun legame, di sangue o per matrimonio, coi Cromwell. 
Jane risiedette nella residenza dei Cromwell fino al 1539, quando, su suggerimento di Margaret Vernon, ex tutrice di Gregory Cromwell e priora del Little Marlow Priory, venne mandata nel Kent insieme al fratellastro maggiore, che si stava trasferendo con la moglie nel castello di Leeds. Le spese di Jane furono sostenute da Thomas Cromwell, che versava il denaro alla nuora su base regolare. 
Nel 1550, nel Leighton (Wirral Hundred), Jane sposò William Hough (1527 - 1585), figlio di Richard Hough (che fu agente di Cromwell a Chester dal 1534 al 1540), da cui ebbe almeno una figlia, Alice Hough, che sposò a sua volta William Whitmore ed ebbe discendenza. L'intera famiglia era fermamente cattolica e fu per questo segnalata come dissidente sotto il regno dell'anglicana Elisabetta I.

## Al cinema
- Henry VIII (1911)
- Le sei mogli di Enrico VIII (The Private Life of Henry VIII) (1933)
- Un uomo per tutte le stagioni (A Man for All Seasons) (1966)
- Anna dei mille giorni (Anne of the Thousand Days) (1969)
- Le sei mogli di Enrico VIII (1970) Miniserie TV
- Carry on Henry (1971)
- Tutte le donne del re (Henry VIII and His Six Wives (1972)
- La jument du roi (1973) Film TV
- Henry VIII (1979) Film TV
- Un uomo per tutte le stagioni (A Man for All Seasons (1988) Film TV
- The Other Boleyn Girl (2003) Film TV
- Henry VIII (2003) Miniserie TV
- The Madness of Henry VIII (2006) Film TV
- L'altra donna del re (The Other Boleyn Girl) (2008)

## Televisione
- I Tudors (The Tudors) (2007-2008) Serie TV
- Wolf Hall (2015)
- Shardlake (2024)

## Romanzi
Thomas Cromwell è il personaggio principale di due romanzi storici di Hilary Mantel, Wolf Hall (2009) e Bring Up the Bodies (2012). I romanzi esplorano il lato umano del personaggio, ponendolo in una luce diversa da quanto fatto nel film Un uomo per tutte le stagioni. Entrambi i romanzi sono stati premiati con il Booker Prize.